# Pimprana
Pimprana là một chi bướm đêm thuộc họ Noctuidae.

## Loài
- Pimprana atkinsoni Moore, 1879